# (32495) 2000 WT171
2000 WT171 (asteroide 32495) é um asteroide da cintura principal. Possui uma excentricidade de 0.14801980 e uma inclinação de 13.81276º.
Este asteroide foi descoberto no dia 25 de novembro de 2000 por LINEAR em Socorro.